# Johann Ivar von Kaas

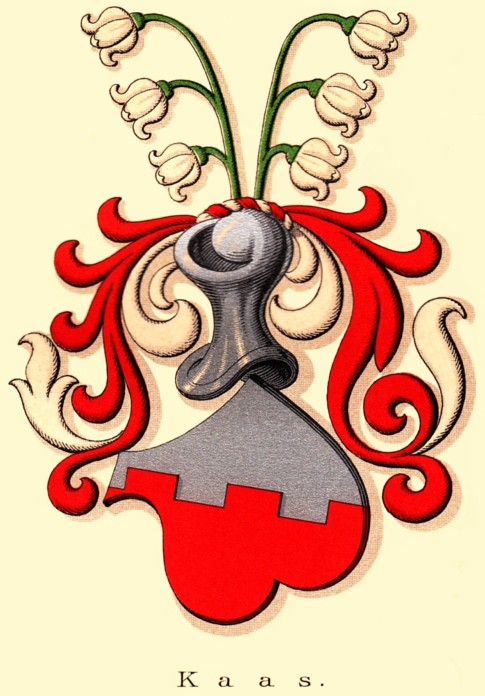
Familienwappen

Johann Ivar von Kaas dänisch Johannes Iver Jørgensen Kaas (* 29. September 1644 in Maartensdijk; † April 1718 in Köln) war ein dänischer Adliger, kurkölnischer Oberstleutnant und Bezirkshauptmann.

## Leben
Er entstammte dem dänischen Uradelsgeschlecht der Mur-Kaas. Seine Eltern waren der Däne Jørgen Kaas (1617–1698) und die Niederländerin Anna Maria de Wetter. Er wurde in Maartensdijk bei Utrecht, der Heimat seiner Mutter, geboren. Die Familie kehrte später nach Dänemark zurück, dort diente er in der Armee als Offizier. 1671 tötete er in einer Taverne in Kopenhagen seinen Offizierskollegen Ove Rosenkrantz und floh darauf als Geächteter außer Landes. Vom deutschen Exil aus stellte er einen Antrag auf Rückkehr, der abgelehnt wurde. Er hielt sich eine Zeit lang am Hof Ludwigs XIV. in Paris auf, wo er zum Katholizismus konvertierte. Später fungierte er im Kurfürstentum Köln als Oberst und Bezirkshauptmann. 1682 heiratete er die Kölnerin Franziska Maria Catharina von Viermund. Aus der Ehe gingen drei Kinder hervor. Der deutsche Zweig der Freiherren von Kaas wurde von seinem Sohn Wilhelm Friedrich Wolfgang von Kaas (1690–1768), der Agnes Dorothea von Borchers heiratete, fortgeführt. Sein Urenkel war der Oberforstmeister und Hofmarschall Clemens August Freiherr von Kaas (1759–1832), Geliebter der Landgräfin Juliane von Hessen-Philippsthal, Regentin von Schaumburg-Lippe. Sie waren die Eltern des Generals Clemens von Althaus.